# Sarah Jessie
Sarah Jessie (Detroit, Míchigan; 26 de diciembre de 1977) es una actriz pornográfica y modelo erótica estadounidense.

## Biografía
Sarah Jessie, nombre artístico de Angela Marie Clardy, nació y se crio en Detroit (Míchigan) hija de un matrimonio hippie, como ella citaba en entrevistas. Durante cuatro años residió en Alemania y en Australia, país en el que estudió Empresariales y comenzó su interés por la industria erótica, trabajando durante un tiempo como estríper. Más tarde se mudó a California, tras contactar con una agencia. Comenzó su carrera pornográfica como actriz en junio de 2007, cerca de cumplir los 30 años.
Grabó su primera escena para Naughty America con los actores Evan Stone y Sativa Rose. Aunque en sus primeros trabajos tenía menos de 30 años, la mayoría de su carrera profesional la desarrolló estando en la treintena, siendo catalogada, al igual que otras tantas actrices, por su físico, edad y atributos fue etiquetada como una actriz MILF.
Como actriz, ha grabado para productoras como Adam & Eve, Wicked Pictures, Hustler, Girlfriends Films, Penthouse, Digital Playground, Brazzers, Burning Angel, Elegant Angel, Kink.com, Reality Kings o Devil's Film, entre otras.
En 2010 grabó su primera escena de sexo anal en Hell's Kittens.
En 2015 recibió su primera nominación en los Premios AVN en la categoría de Mejor escena de sexo en grupo por Aftermath. Dos años después regresaría a los AVN nominada por Sarah Jessie's X3 Extreme VR Experience a la Mejor escena de sexo en realidad virtual. En 2018 obtuvo su primera nominación en los Premios XBIZ a la Mejor escena de sexo en película de todo sexo por Jessica Drake is Wicked.
Ha aparecido en más de 550 películas como actriz.
Algunas películas suyas son Big Juggs vs. Thugs, Cheating Lovers, Dirty Wives Club 13, Erocktavision 9, Give Me The Milk 2, Home Invasion, Modern MILFs, Nightclub Fucking, Porn Fidelity 16, Slip 'N Slide o Unfaithful MILFs.

## Premios y nominaciones
| Año  | Ceremonia    | Resultado | Premio                                        | Trabajo                                 |
| ---- | ------------ | --------- | --------------------------------------------- | --------------------------------------- |
| 2015 | Premios AVN  | Nominada  | Mejor escena de sexo en grupo                 | Aftermath                               |
| 2015 | Premios AVN  | Nominada  | Premio fan: Mejores pechos                    | —                                       |
| 2015 | Inked Awards | Ganadora  | Feature of the Year                           | —                                       |
| 2016 | Premios AVN  | Nominada  | Premio fan: Mejores pechos                    | —                                       |
| 2017 | Premios AVN  | Nominada  | Mejor escena de sexo en realidad virtual      | Sarah Jessie's X3 Extreme VR Experience |
| 2018 | Premios XBIZ | Nominada  | Mejor escena de sexo en película de todo sexo | Jessica Drake is Wicked                 |
| 2019 | Premios AVN  | Nominada  | Premio fan: MILF más caliente                 | —                                       |